# كريشنا إيلا
كريشنا إيلا (بالإنجليزية: Krishna Ella)‏ هو رائد أعمال وعالم هندي، ولد في 1948 في تاميل نادو في الهند.